# オットー・レンシング
オットー・レンシング（Otto Rensing, 1969年2月17日 - ）はドイツ・デュッセルドルフ出身のレーシングドライバー。

## 経歴
父親に連れられていったゴーカート場でカートに興味を持ったのがきっかけで14歳の時にカートレースで本格的にデビュー。ドイツやヨーロッパのカート選手権で成功を収めた。ここで後に様々なカテゴリーで活躍するドライバーと知り合い、対戦した。同時期にカートレースで対戦したドライバーの中には後にF1にステップアップするハインツ＝ハラルド・フレンツェンやベルント・シュナイダー、ツーリングカーやスポーツカーレースで活躍する事になるフランク・ビエラらがいる。また、アイルトン・セナとも対戦した経験を持つ。その後、フォーミュラ・フォードにも参戦して、ドイツF3やイギリスF3、マカオグランプリ、ヨーロッパツーリングカー選手権などに参戦した。ドイツF3では、1988年にヨアヒム・ヴィンケルホックに次ぐ年間ランキング2位を獲得。1990年にもミハエル・シューマッハに次いでランキング2位を得ている。
ヨーロッパツーリングカー選手権ではBMWのファクトリードライバーだったロベルト・ラヴァーリア、ディーター・クエスター、ゲルハルト・ベルガーなど実戦経験豊富なチームメイトとも組む事ができ、ツーリングカーレースでも実積を挙げていった。1986年のニュルブルクリンク24時間レースは、ヴィンフリート・フォクト、マルクス・エストライヒと組んで旧型のマシンで総合優勝する活躍振りだった。
1986年にはベネトンのテストドライバーに選ばれたが、国際F3000ではフル出場する機会には恵まれず、スポット参戦したレースでは予選を通過する事はできなかった。その後は旧ドイツツーリングカー選手権やポルシェ・カレラカップのドイツ国内シリーズなどで活躍した。